# Enrique Badía Romero
Pour les articles homonymes, voir Badia (homonymie) et Romero.
Enrique Badía Romero, dit parfois Enric Badia Romero, est un auteur de bande dessinée espagnol né le 24 avril 1930 à Barcelone et mort le 15 février 2024 dans la même ville. Dessinateur réaliste spécialisé dans la bande dessinée de genre, il travaille pour les marchés espagnols, britanniques et français.
Au Royaume-Uni et dans les pays germaniques, il est surtout connu pour sa reprise du comic strip d'espionnage britannique Modesty Blaise (1970-1978 puis 1986-2001) et comme co-créateur du comic strip de science-fiction post-apocalyptique Axa (The Sun, 1978-1986),. En France, il est surtout connu pour avoir remplacé André Chéret sur Rahan entre 1976 et 1978.

## Publications
- 1953 Disco (Editorial Símbolo)
- 1953 Carmesí (Editorial Símbolo)
- 1954 Cobalto (Editorial Símbolo)
- 1955 Rommel, scénario de Félix Rossell (Editorial Símbolo)
- 1955 Héroes Bíblicos, scénario de Lasting Grumbler (Editorial Símbolo)
- 1956 Trovador (Gráficas Soriano)
- 1958 Bill Fury, scénario avec Jobaro, dessins de Luis Ramos, (Gestión)
- 1958 Kit Carson, avec Jobaro (Ediciones Cliper)
- 1958 Dos Corazones (Indedi)
- 1958 Joya, avec Jobaro (Casurellas)
- 1959 Claro de Luna (Ibero Mundial de Ediciones)
- 1959 Tres Hadas (Cuentos Gigante)
- 1959 Cheyenne, avec Jobaro (Editorial Marco)
- 1959 Operación Secuestro (Editorial Marco)
- 1960 Lilian, Azafata del Aire, avec d'autres (Ibero Mundial de Ediciones)
- 1970 Modesty Blaise, scénario de Peter O'Donnell
- 1976 Rahan, scénario d'André Chéret, pour Pif gadget
- 1978 Axa, scénario de Donne Avenell, pour The Sun
- 1986 Judge Anderson: "Golem", scénario d'Alan Grant, 2000 AD Annual 1987
- 2002 The Scarlet Apocrypha: "Children of the Night", scénario de Dan Abnett, Judge Dredd Megazine, vol. 4 #15